# テネシー・スモーキーズ
テネシー・スモーキーズ（Tennessee Smokies）はアメリカ合衆国テネシー州ノックスビルに本拠地を置くマイナーリーグの野球チーム。メジャーリーグのシカゴ・カブス傘下AA級チームで、サザンリーグでプレーしている。本拠地球場は2000年にオープンしたスモーキーズ・パーク。
カブスの傘下になる以前は、2006年までアリゾナ・ダイヤモンドバックス、2005年までセントルイス・カージナルス、それ以前はトロント・ブルージェイズの傘下であった。
過去にスモーキーズに所属したことのある選手は、ロイ・ハラデイとカルロス・デルガド、ショーン・グリーンなどがいる。